# فرودگاه گارباهاری
فرودگاه گارباهاری (به انگلیسی: Garbaharey Airport) یک فرودگاه همگانی با کد یاتا GBM است که یک باند فرود ماسه دارد و طول باند آن ۱۳۰۰ متر است. این فرودگاه در کشور سومالی قرار دارد و در ارتفاع ۳۲۲۰ متری از سطح دریا واقع شده‌است.